# Warhammer 40 000: Dawn of War III
A Warhammer 40 000: Dawn of War III stratégiai videójáték, amelyet a Relic Entertainment és a Sega fejlesztett közösen a Games Workshop-al (a Warhammer univerzum alkotója és jogtulajdonosa) való együttműködésben. Ez a harmadik része a Dawn of War („A Háború Hajnala") játék sorozatnak, és az első játék a Dawn of War: Retribution (A Háború Hajnala: Bosszúállás) óta, amelyet 2011-ben adtak ki. A DOW 3 kiadására Microsoft Windowsra 2017-ben került sor.
Tartalom: Játék, Történet, Fejlesztés, Referenciák, Külső utalások

## Játék
Az előzetesen elérhetővé tett fajták a játékban a Blood Ravens űrgárdisták, akik megjelentek az eddigi összes DOW játékban, az Eldar és az Orkok. Ezen túl az új játék visszatér a tradicionális RTS bázis-építéshez, ahogyan azt láthattuk az első játékban és annak kiegészítéseiben és felvonultat nagytermetű önjáró fegyvereket mint az Imperial Knight-okat az űrgárdistáknak, Wraithknight-okat az eldaroknak és Gorkanaut-ot az orkoknak.

## Történet
Egy „Katasztrófa Fegyver” kerül felfedezésre az Acheron nevű bolygón, és három haderő közeledik a bolygóhoz hogy megszerezze azt - a Blood Ravens a legendás Gabriel Angelos parancsnoksága alatt, az eldar akiket Farseer Macha vezet (az első DOW játékból) és egy ork horda akiket Gorgutz hadúr irányít (ez a negyedik megjelenése a DOW: Winter Assault, Dark Crusade és Soulstorm után)

## Játékfejlesztés
A játékot 2016 májusában jelentették be, hét évvel a Dawn of War II. után. Stephen MacDonald a játék producere elmondta hogy az új játékban szerepelni fognak elemek mindkét előző DOW játékból.